# Dorylaimus carinatus
Dorylaimus carinatus är en rundmaskart. Dorylaimus carinatus ingår i släktet Dorylaimus och familjen Dorylaimidae. Inga underarter finns listade i Catalogue of Life.